# Skalodzina
Skalodzina (vitryska: Скалодзіна) är ett vattendrag i Belarus.   Det ligger i voblasten Homels voblast, i den centrala delen av landet, 220 km söder om huvudstaden Minsk.